# Jim Moran (Politiker)

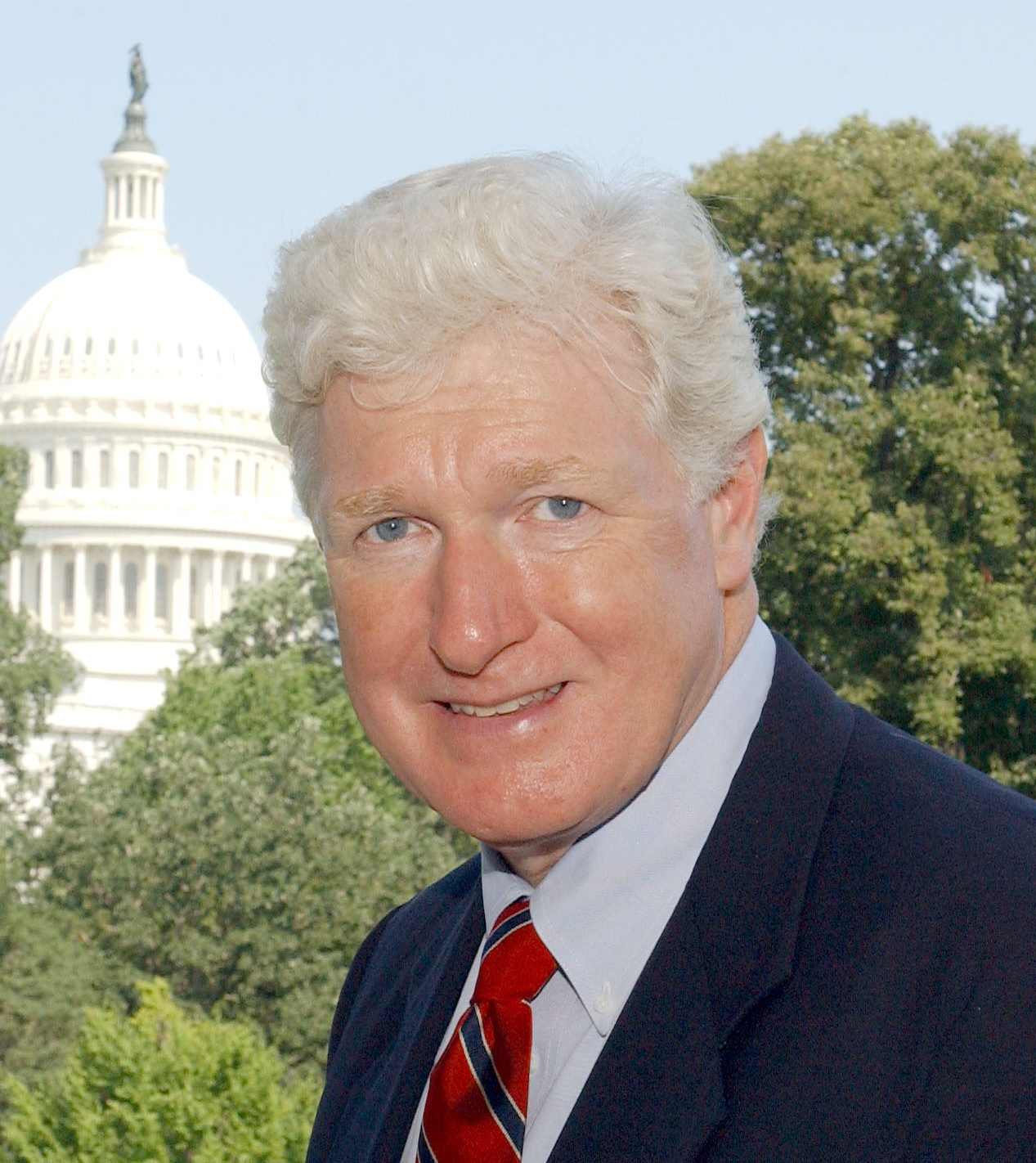
Jim Moran

James Patrick „Jim“ Moran (* 16. Mai 1945 in Buffalo, New York) ist ein US-amerikanischer Politiker. Von 1991 bis 2015 vertrat er seinen Wahlkreis aus dem Bundesstaat Virginia im US-Repräsentantenhaus.

## Leben
Jim Moran besuchte bis 1967 das College of the Holy Cross in Worcester (Massachusetts). In den Jahren 1967 und 1968 absolvierte er die Bernard Baruch School of Finance, die zur City University of New York gehört. Später studierte er bis 1970 an der University of Pittsburgh in Pennsylvania sowie bis 1978 an der University of Southern California in Los Angeles. Zwischenzeitlich arbeitete er im Bankgewerbe und als Finanzbuchhalter. Von 1968 bis 1974 war er beim US-Gesundheitsministerium angestellt. Zwischen 1974 und 1976 arbeitete er für die Kongressverwaltung. Von 1976 bis 1979 gehörte er zum Verwaltungspersonal des Bewilligungsausschusses im US-Senat. Politisch schloss er sich der Demokratischen Partei an. In den Jahren 1979 bis 1982 gehörte Moran dem Stadtrat von Alexandria an. Danach war er bis 1984 stellvertretender Bürgermeister dieser Stadt. Von 1985 bis 1990 amtierte er dort schließlich als Bürgermeister.
Bei den Kongresswahlen des Jahres 1990 wurde Moran im achten Wahlbezirk von Virginia in das US-Repräsentantenhaus in Washington, D.C. gewählt, wo er am 3. Januar 1991 die Nachfolge von Stanford Parris antrat. Nach bisher zehn Wiederwahlen kann er sein Mandat im Kongress bis heute ausüben. In seine Zeit als Abgeordneter fielen die Terroranschläge am 11. September 2001, der Irakkrieg und der Militäreinsatz in Afghanistan. Moran sitzt im Bewilligungsausschuss und in zwei Unterausschüssen. Außerdem gehört er acht Congressional Caucuses an; unter anderem ist er Mitbegründer der New Democrat Coalition. Im Jahr 1998 unterstützte er einen Antrag zur Einleitung eines Amtsenthebungsverfahrens gegen Präsident Bill Clinton wegen der Lewinsky-Affäre.
Jim Moran ist zum zweiten Mal verheiratet und hat vier Kinder. Privat lebt er mit seiner Familie in Arlington.